# 헤클러운드코흐 HK433
헤클러&코흐 HK433은 헤클러운트코흐가 개발한 모듈형 돌격 소총이다.이 소총은 현재 독일 연방방위군에서 사용하고 있는 G36의 대체제로 제안될 예정이다. HK433은 회전 노리쇠를 시용한 숏-스트로크 가스 피스톤 방식으로 알려져 있다.